# Кайл Райнер
Кайл Райнер (англ. Kyle Rayner) — супергерой вселенной DC Comics, один из героев, носивших псевдоним Зелёный Фонарь. Созданный писателем Роном Мартцем и художником Дэррилом Бэнксом, Райнер впервые появился в  Green Lantern (vol. 3) #48 в январе 1994 года, в рамках сюжетной линии «Изумрудные сумерки» (англ. Emerald Twilight), в которой Хэл Джордан был заменен на Кайла Райнера, который оставался на посту Зелёного Фонаря до конца 1990-х годов. В этот же период он был известен как Ион.
После возвращения Хэла Джордана в Корпус Зелёных Фонарей в ограниченной серии под названием «Зелёный Фонарь: Возрождение» (англ. Green Lantern: Rebirth), которая вышла в 2004—2005 годах в рамках сюжета-кроссовера «Бесконечный Кризис» (англ. Infinite Crisis), Райнер снова появился в качестве Иона. После событий «Войны Корпуса Синестро» Кайл Райнер вернулся в Корпус Зелёных Фонарей.

## Биография

### Происхождение

Кайл Райнер без маски.

До того, как Кайл Райнер получил своё кольцо, он был начинающим фотографом и внештатным художником в одной из газет Лос-Анджелеса. После того, как Хэл Джордан совершил нападение на Корпус Зелёных Фонарей, разрушив Центральную Батарею силы, уничтожив все кольца силы и всех Зелёных Фонарей, а также большинство Стражей Вселенной, Кайл Райнер был найден выжившим Стражем по имени Гансет, который прибыл на Землю, вручив кольцо, сделанное из осколков кольца Хэла Джордана и Центральной Батареи Силы, первому мужчине, которого встретил.
Получив кольцо, Кайл отправился в квартиру своей подруги, Александры ДеВитт, рассказав ей о том, что теперь он — Зелёный Фонарь. Она решила помочь ему, и после его первой миссии, во время которой каждый думал, что он — Хэл Джордан, предложила изменить дизайн костюма на свой лад, чтобы отличаться от Хэла. Смена дизайна не остановила Монгула от попытки разорвать Кайла в его первую неделю пребывания на посту Зелёного Фонаря, прибыв в город, но справиться с ним Кайлу помог Супермен. Во время схватки с ним он застал Монгула врасплох, показав, что его кольцо не обладает слабостью к жёлтому цвету, как это было с кольцом всех остальных Зелёных Фонарей, а Супермен был потрясен, что Кайл не знает практически ничего о Хэле Джордане и о Корпусе Зелёных Фонарей.
Кайл и Александра начали встречаться, и она помогала ему в становлении в качестве супергероя. Некоторое время спустя она была жестоко убита злодеем по имени Майор Форс, которого послало правительство страны, чтобы узнать больше о новом Зелёном Фонаре и отобрать у него кольцо силы. Форс убил Алекс и поместил её тело в холодильник. Этот эпизод дал название сексистскому тропу «женщина в холодильнике». Однако, он совершил ошибку, показав Кайлу восстановленную батарею силы, с помощью которой он мог пополнять запас энергии своего кольца. Кайл был в шаге от убийства Майора Форса, но остановился, а чуть позже к нему прибыл Алан Скотт, Зелёный Фонарь Золотого Века, и рассказал Кайлу о Корпусе Зелёных Фонарей, о принципе работы кольца, о Хэле Джордане и о его безумии, а также объяснил, что основная цель оставшихся Фонарей и других героев — противостояние Джордану.
В то же время на планету прибыл Хэл Джордан (в тот момент находившийся под контролем Параллакса) и группа выживших, которые перешли на его сторону. Целью Хэла было использовать силу Райнера, которая была больше, чем у обычных Фонарей, чтобы изменить Вселенную. После битвы, которая чуть не привела к расколу Вселенной на Мультиверс и изменению пространства и времени, Хэл потерпел поражение от коалиции супергероев Земли. В бою он исчез вместе с Кайлом Райнером, отправившись на Оа, где Параллакс попытался поглотить ещё больше энергии и саму планету. Чтобы предотвратить это, Кайл был вынужден взорвать Оа. Затерявшись в космосе, он встретил бывшего члена Корпуса Зелёных Фонарей, который украл у него кольцо, однако, узнав, что кольцо не будет ему подчиняться, вернул его Кайлу. Вскоре Кайл вернулся на Землю и решил поселиться в Нью-Йорке.
На Земле к Кайлу присоединился ещё один бывший Зелёный Фонарь — Гай Гарднер, для второго удара по Майору Форсу. На этот раз Кайл сознательно не хотел убивать Форса, однако это сделал Гай, но позже выяснилось, что Майор Форс оказался жив. Параллакс снова вернулся на Землю, в надежде завладеть кольцом силы Райнера, но Райнер доказал, что он более чем достоин носить костюм Зелёного Фонаря.
Вскоре после этого у Кайла завязались отношения с Донной Трой, которая в то время работала в команде Тёмных Звёзд под началом бывшего Зелёного Фонаря Джона Стюарта. Их недолгие отношения быстро заканчиваются, так как Донна в то время ещё не оправилась после потери мужа, и отправилась в космос вместе с Джоном Стюартом.
Вскоре после событий «Последней ночи» (англ. Final Night), супергерои Земли, включая Кайла Райнера, были не в состоянии остановить Пожирателя Солнц, который собирался уничтожить Солнце, обрекая Землю на гибель. В отчаянии, Кайл нашёл Параллакса и умолял Хэла Джордана, если он его слышит, прийти на помощь. Хэл решил, что только так он может искупить свою вину и ценой собственной жизни остановил Пожирателя Солнц. Мемориал погибшему герою был установлен в Кост-сити.
Кайлу снова пришлось вступать в схватку с бывшим Зелёным Фонарем, жаждущим мести. На этот раз это была женщина по имени Фаталити, инопланетянка с планеты Ксанши, которая была разрушена из-за действий Джона Стюарта. Фаталити не знала, кто из Зелёных Фонарей ответственен за гибель её родной планеты и решила отомстить всем, преследуя их во всех уголках Вселенной и даже после того, как Корпус Зелёных Фонарей был уничтожен, она находила бывших его членов и чинила расправу. Узнав, что последний Зелёный Фонарь находится на Земле, Фаталити отправилась туда, но Кайлу Райнеру удалось её остановить. Во время битвы Фаталити узнала и то, что именно Джон Стюарт виноват в гибели её планеты.

Кайл и Джейд

Вернувшись в свою квартиру, Кайл обнаружил там женщину с зелёной кожей и волосами — Джейд, которая спросила, может ли она пожить здесь немного. Кайл согласился, узнав, что она подруга Донны Трой. Кайл пригласил Донну на встречу со своей матерью в Лос-Анджелес, так как был влюблён в неё, но Донна вскоре снова порвала с ним, так как её бывший муж и ребёнок погибли и она ещё не оправилась от их смерти. Кайл воспринял их разрыв очень тяжело.
Вскоре после того, как Кайл вжился в роль Зелёного Фонаря, Хэл Джордан вернулся, но это был не Параллакс, а Хэл из прошлого десятилетней давности, который отправился в будущее. Хэл был снова принят в Лигу Справедливости вместо Кайла, который чувствовал обиду на то, что его заменили. Хэл из будущего пробыл в составе Лиги справедливости до событий «Решающего часа» (англ. Zero Hour), а после битвы между двумя Хэлами оба были возвращены в своё время. Перед возвращением, Хэл сделал копию своего кольца и отдал её Кайлу. В это же время между Кайлом и Джейд начали развиваться романтические отношения.
Получив кольцо Хэла, Кайл решил, что пришло время заново восстановить Корпус Зелёных Фонарей. Кайл дал кольцо Хэла Джейд, которая ненадолго потеряла свои обычные способности, и отправился в космос, чтобы найти там новобранцев для Корпуса. Джейд тем временем берет псевдоним Зелёный Фонарь и облачается в их классический костюм, встав на защиту Земли. Вскоре, на Землю вернулась Фаталити, с той же целью — найти и учинить расправу над бывшими Зелёными Фонарями. Фаталити потерпела очередное поражение, на этот раз от Джона Стюарта. А тем временем, усилий Кайла, направленных на реорганизацию Корпуса Зелёных Фонарей, оказалось недостаточно, и его затея не увенчалась успехом.
После провала идеи, Кайл попал в плен инопланетной расы Контроллеров. Они намеревались создать из него супезлодея Эффиджи, мучая его галлюцинациями, для того, чтобы получить над ним контроль. В итоге, благодаря силе воли, Кайл сумел с ними справиться и вернуться на Землю.
Вернувшись, Кайл наконец получил постоянную работу в отделе комиксов журнала Feast. В его распоряжение поступил стажёр по имени Терри Берг, который был гомосексуалистом и подвергался различным нападкам. Кайл едва успел закончить первое задание, как подвергся нападению группы Охотников за головами. Они пришли, чтобы попытаться забрать у Кайла его кольцо, сила которого, по их мнению, помогла бы им в осуществлении их дальнейшей эволюции. Им почти удалось, но Кайл смог освободиться и дать им отпор.
И после этого для карьеры Кайла не было времени — на Землю вновь вернулась Фаталити, на этот раз с жёлтым кольцом силы. С помощью Джона Стюарта, Кайлу удалось остановить её, но случился взрыв, в котором погибла Фаталити и который забрал с собой и руку Кайла Райнера. Кавардианцы, которые дали жёлтое кольцо Фаталити, решили дать её кольцо Алексу Неро после её смерти. Неро вернулся на Землю, и, совершенно безумный, создал полчища жёлтых демонов, которые представляли угрозу. Кайлу пришлось вызвать на помощь Лигу Справедливости, после чего случилось крупное сражение на Манхэттене, после которого Зелёный Фонарь был провозглашен мэром Нью-Йорка героем дня.
Отправившись на вершину мира, Кайл делает эффектное предложение руки и сердца Джейд. Однако, она отказала ему, сказав, что он слишком торопится и им нужно ещё время, чтобы укрепить свои отношения. Помощник Кайла, Терри, был расстроен новостью о возможной свадьбе Кайла и Джейд и дал понять Кайлу, что он гомосексуал и проявляет к нему чувства. Поняв, что Терри нужно выговориться, Кайл долго говорил с ним и они решили остаться хорошими друзьями.

### Ион

Кайл в качестве Иона. Ion (vol.1) #3

В течение недолгого периода времени Кайл был божеством, известным как Ион, который поглотился остатками энергии Солнца, когда Хэл Джордан пожертвовал своей жизнью во время заключительных событий сюжета «Финальная ночь». Владея полномочиями Иона, Кайл способен изменять время, пространство и реальность, а также быть в двух местах одновременно. Недостаток Иона был лишь в том, что Кайл не мог отделить его сущность от себя по желанию и Ион всё сильнее и сильнее подавлял собственную сущность Кайла, ставя его в то же положение, в котором находился Хэл Джордан, будучи под контролем Параллакса. Отказавшись от всемогущества и от принесения в жертву всего человечества с целью контроля над Вселенной, Кайлу удается реконструировать Центральную Батарею Силы на Оа, а также начать формировать новую группу Стражей Вселенной. Прежде, чем он окончательно избавился от Иона, Кайл изменил своё кольцо силы, сделав так, что оно всегда будет возвращаться к нему и иметь неограниченный заряд энергии (хотя кольцу всё равно требовалась подзарядка, чтобы достичь 100 % уровня мощности).
После жестокого избиения его друга Терри Берга группой гомофобов Кайл, считая, что это его вина, отправился в длительное добровольное изгнание в космос. Перед тем, как уйти, он оставил Джону Стюарту новое кольцо силы и своё место в Лиге Справедливости. Вернувшись на Землю через некоторое время, Кайл обнаружил, что Джейд уже встречается с другим мужчиной и живёт с ним в его бывшей квартире. Кайл покинул Нью-Йорк и некоторое время жил вместе со своей матерью, пытаясь вновь найти своё место на Земле.

### Зелёный Фонарь: Возрождение
После того, как его обманом заставили поверить, что его мать убита Майором Форсом, Кайл вступил с ним в схватку. Зная, что Форс фактически бессмертен, он обезглавил его, отправив его голову в просторы космоса. Чувствуя, что он снова представляет опасность для близких ему людей, Кайл снова отправился в космос. Вскоре после этого, он получил от Стражей Вселенной задание извлечь труп Хэла Джордана, во время которого он развил для себя понимание истинной природы сущности Параллакса. После этого Кайл перестал работать исключительно на Земле. Первое официальное задание Корпуса Зелёных Фонарей Кайл получил от Киловога, а позже встретился со Стражами Вселенной, которые рассказали о его особой роли в Корпусе и дали ему особый статус Факельщика — Зелёного Фонаря, который несет наследие Стражей и Корпуса даже в самые тёмные времена.

### Бесконечный Кризис: Возвращение Иона
После смерти Джейд в Ранн-танагарской войне, её способности Звёздного Сердца, унаследованные от отца, перешли к Кайлу. Это значительно увеличило его силу и вызвало его вторую трансформацию в Иона, который как оказалось, всё время находился внутри Кайла.
Спустя год после смерти Джейд, Зелёный Фонарь Торкъемада и его партнер Гармин Вид, изучали сектор 3521 и нашли Кайла в обломках, оставшихся от эвакуации флота Кьюнилионской Системы. Кайл винил себя в гибели флота и говорил, что не хотел, чтобы это произошло. Два Зелёных Фонаря хотели вернуть Кайла на Оа, но Кайл внезапно изменился, ударив Гармин Вида так сильно, что тот чуть не умер, а Кайл скрылся.
На Оа Стражи Вселенной запретили Киловогу и другим Фонарям помогать Кайлу, понимая, что Ион овладел им, вызвав провалы в памяти, приступы гнева и отсутствие контроля своих поступков. Кайл отправляется на планету Неро, с помощью которой ему удается снова взять контроль над Ионом и привести в порядок свою репутацию. Там его находит Гай Гарднер и сообщает плохие новости: его мать умирает в больнице от неизвестной болезни. Он берет разрешения у Стражей отправиться к ней, но те разрешают ему лишь проведать её и возвращаться на Оа, чтобы отправиться на миссию в сектор 3588. На спутниковых базах внутри астероидов, Кайл узнает о погибших Оружейниках Кварда, а также о том, что погибла Донна Трой. Кайл впадает в отчаяние, и в довершение узнает, что его мать умерла. Он возвращается на Землю и пытается реанимировать труп своей матери с помощью своих способностей Иона, но его мать просит его отпустить её и прекратить попытки. Кайл соглашается и в трауре возвращается в свой дом, в надежде разобраться в себе.

### Корпус Синестро
Кайл нашёл жёлтое кольцо силы и открыл его способность осуществлять полёты сквозь пространство и время. Он принес его на Оа, чтобы показать Стражам Вселенной, но прежде, чем он увидел их, кольцо перенесло его в Антиматериальную Вселенную на Квард. Там он встретился с Синестро, который выступал с речью перед новобранцами его корпуса. Синестро захватил Кайла, отделив от него Иона, и сообщил ему истинную причину смерти его матери — вирус, которым заразил её член Корпуса Синестро Деспотелис. Кайл был разъярён, и Синестро выпустил Параллакса, который занял место внутри Кайла, превращая его в нового члена Корпуса Синестро и вестника Анти-монитора.
Одержимый Параллаксом, Кайл поставил множество ловушек для поимки членов Корпуса Зелёных Фонарей и привлечения их на Квард. Он вступил в схватку с бывшим Параллаксом, Хэлом Джорданом, которому удалось спасти Иона из лап Анти-монитора. В схватке Параллакс убил Зелёного Фонаря Джека Ти Ченса, а Кайл позже винил себя за это.
Синестро отправляет Параллакса впереди основного Корпуса на главную его цель — Землю. Прибыв туда, он напал на брата Хэла Джордана и его семью, но Хэл успел вмешаться. Совместными усилиями четырёх Зелёных Фонарей Земли, Кайл избавился от Параллакса, который попытался завладеть Хэлом Джорданом, но его успели поглотить четыре кольца силы в батарею Стражей Вселенной Гансета и Сайда. Кайлу вернули его кольцо, сказав, что он больше не будет Ионом, но будет Зелёным Фонарем. Кайл вернулся в Корпус Зелёных Фонарей, создав для себя новый костюм и присоединился к своим товарищам на финальном этапе борьбы.

### Темнейшая ночь

Смерть Кайла Райнера. Green Lantern Corps (vol. 2) #42

Кайл принял участие в Дне Памяти жертв разрушения Кост-сити, вместе с Гаем Гарднером, Хэлом Джорданом и Джоном Стюартом. После парада Кайл вместе с Аланом Скоттом идет на кладбище, чтобы навестить могилу Джейд. После этого он и Гай Гарднер вернулись на Оа как раз в тот момент, когда над планетой появились чёрные кольца, которые воскрешали умерших Зелёных Фонарей, и захороненных в склепе Оа, и превращали их в «живых мертвецов» — Чёрных Фонарей. Среди них была и Джейд, с которой Кайл встретился лицом к лицу. Она попыталась использовать чувства Кайла к ней против него, но он понял, что её признания — уловка, и отказался подчиняться трюкам Чёрного Фонаря. На помощь к Кайлу приходит Сораник Нату и Джейд показывает Сораник, что Кайл солгал ей, когда сказал, что видел её в кристалле Звёздного Сапфира. Сораник и Кайл продолжают битву против Джейд, но в определенный момент её кольцо достигает 100 % мощности и все Чёрные Фонари получают новое указание — поглотить и разрушить Центральную Батарею Силы на Оа. Зелёные Фонари отправились за ними, пытаясь сделать всё, чтобы остановить их. Альфа Фонарь по имени Часелон совершил неосторожность, и его батарея силы взорвалась. Понимая, что могут детонировать батареи всех Альфа Фонарей, Кайл признается в любви Сораник Нату и умирает вместе со взрывом, успев захватить с собой несколько Чёрных Фонарей. Его кольцо силы перешло к Мого, а безжизненное тело Кайла окружили чёрные кольца силы.
Чёрные кольца пытались воскресить Кайла в качестве Чёрного Фонаря, но они были разрушены Индиго-1 из Племени Индиго и Мири Риам из Звёздных Сапфиров, а Гай Гарднер попытался надеть на Кайла зелёное кольцо силы. Мири Риам, сила которой увеличивается от любви, почувствовала отношение Кайла к Сораник Нату и использовала свои способности, чтобы заставить его услышать Сораник и вернуть Кайла к жизни. Кайл отправляется на Землю, где побеждает Александру ДеВитт, воскресшую в качестве Чёрного Фонаря, и помогает героям Земли нанести поражение Некрону. Впоследствии, некоторые бывшие Чёрные Фонари были воскрешены к жизни, в том числе и Джейд.

Кайл Райнер в качестве Голубого Фонаря. Green Lantern Corps (Vol. 2) #59, художник Нейл Руффино.

После этого, изгнанный Страж Вселенной по имени Крона нападает на Оа, возвращая Параллакса обратно в Центральную Батарею Силы, что позволяет ему оттуда контролировать и оказывать влияние на Зелёных Фонарей. Из-за своего прошлого опыта объединения с Параллаксом, Кайл был вынужден не использовать своё кольцо, чтобы оградить себя от потери контроля. Гансет поручает ему бежать, Кайл и Джон Стюарт отправляются в подземелье Оа. Там они встречаются с Гаем Гарднером и Хэлом Джорданом, которые уже являются лидерами других корпусов эмоционального спектра силы и Кайл принимает голубое кольцо у Святого Уолкера, так как в его душе он увидел «луч надежды» и становится одним из членов Корпуса Голубых Фонарей.

### Светлейший день
После воскрешения Джейд, Кайл обсудил с ней их прошлые чувства, и Джейд дала согласие на отношения Кайла и Сораник Нату, признавая, что их шанс упущен. Затем Кайл и Гай Гарднер с Арисией, обратились к Стражам Вселенной с просьбой отменить закон, запрещающий романтические отношения между Зелёными Фонарями. Стражи поначалу отказывают ему, но позже кольцо сообщает Кайлу и Гаю об отмене закона, а сами Стражи пребывают на Землю, чтобы сообщить Райнеру о том, что они подверглись атаке Альфа Фонарей.

### Несправедливость: Боги вокруг нас
В этом комиксе Кайл появляется лишь на пару страниц. Он возвращается с миссии из далекого космоса, но на пути к земле его перехватывает Корпус Синестро. Сам Синестро отрезает ему палец с кольцом, после чего Кайла четвертуют.

## Силы и способности
- У Кайла Райнера, как и у любого Зелёного Фонаря, есть Кольцо Силы, дающее ему много различных способностей и возможностей, ограничивающихся лишь силой воли и воображением владельца. Кроме того, Кольцо Силы Кайла Райнера не имеет слабости к Жёлтому Спектру Силы, а соответственно к Жёлтым Кольцам Силы. Подробнее про способности, которое даёт владельцу Кольцо Силы см. Силы и Способности (Зелёный Фонарь).

Кроме того, Кайл прошёл боевую подготовку у Бэтмена и неплохо тренирован.

## Вне комиксов
- Кайл Райнер появился в анимационном мультсериале «Супермен» (англ. «Superman The Animated Series», в эпизоде «In Brightest Day» третьего сезона. Кайл был сотрудником газеты Daily Planet и получил кольцо от умирающего Абин Сура (согласно комиксам, кольцо Абин Сура получил Хэл Джордан), а позже сражался с Синестро.
- Райнер появляется в эпизоде «The Return» мультсериала «Лига Справедливости без границ» (англ. Justice League Unlimited).
- Кайл появился в мультфильме «Лига Справедливости» под фамилей Райнор (англ. Raynor).
- Персонаж Кайла Райнера был описан в книге Денниса О’Нила «Зелёный Фонарь: В поисках героя», которая вышла в 2005 году. В книге описана оригинальная история происхождения Кайла, а также даны его различные характеристики, такие как рост и вес.
- В компьютерной игре Justice League: Heroes Кайл Райнер является играбельным персонажем.
- Появляется в DC Universe Online.